# Creully-sur-Seulles
Creully-sur-Seulles – gmina we Francji, w regionie Normandia, w departamencie Calvados. W 2013 roku liczba ludności wynosiła 2389 mieszkańców. 
Gmina została utworzona 1 stycznia 2017 roku z połączenia trzech ówczesnych gmin: Creully, Saint-Gabriel-Brécy oraz Villiers-le-Sec. Siedzibą gminy została miejscowość Creully.